# Nemoceratina
Nemoceratina is een geslacht van kreeftachtigen uit de klasse van de Ostracoda (mosselkreeftjes).

## Soorten
- Nemoceratina (Nemoceratina) nodulosa (Gruendel, 1964) Gruendel & Kozur, 1972 †
- Nemoceratina (Pariceratina) barrieri Sciuto, 2014
- Nemoceratina (Pariceratina) erinacea Herrig, 1992 †
- Nemoceratina (Pariceratina) hirsuta (Dingle, 1981) †
- Nemoceratina (Pariceratina) liebaui (Dingle, 1984) †
- Nemoceratina (Pariceratina) pecten (Veen, 1936) Gruendel & Kozur, 1972 †
- Nemoceratina (Pariceratina) ubiquita (Boomer, 1995) †
- Nemoceratina nodulosa (Gruendel, 1964) Gruendel & Kozur, 1972 †
- Nemoceratina norica Kozur & Bolz, 1971 †
- Nemoceratina suprapermiana (Jordan, 1968) Gruendel & Kozur, 1971 †
- Nemoceratina transita Kozur & Bolz, 1971 †
- Nemoceratina triassica (Kozur, 1970) Gruendel & Kozur, 1971 †